# 花の高2トリオ 初恋時代
『花の高2トリオ 初恋時代』（はなのこうにトリオはつこいじだい）は、1975年8月2日に東宝系で公開された日本映画。製作：ホリ企画制作。東宝・ホリプロダクション（現：ホリプロ）・サンミュージック提携作品。

## 概要
1972年から1973年にかけて、日本テレビ系列で放送されたオーディション番組『スター誕生!』(略称「スタ誕」)でデビューし、一躍芸能界で人気者となった森昌子・桜田淳子・山口百恵の通称「花の中三トリオ」（当時は「花の高2トリオ」）を主演にした青春映画。3人揃っての映画は本作のみ。製作にあたっては、『スタ誕』のチーフプロデューサーだった池田文雄（当時日本テレビ）が企画に携わっている。
監督は日活出身の森永健次郎だが、本作が映画最終作となった。
ストーリーは、前半は東京にやって来たアカネ（桜田）、アオイ（山口）、ミドリ（森）の3人がデザイナーの矢沢恵子とその夫・一平と知り合い、更に東南大学のボート部主将・柳田に恋焦がれ、後半では、交通事故で両親を失い、自分も足を痛めた少年・弘のために、熱気球を作り、弘を乗せるという展開となっている。

## スタッフ
- 製作：堀威夫、相沢秀禎
- 企画：池田文雄、笹井英男
- 脚本：才賀明
- 監督：森永健次郎
- 撮影：萩原憲治
- 音楽：服部克久
- 美術：坂口武玄
- 録音：高橋三郎
- 証明：高島正博
- スチル：楯山直己
- 編集：井上治
- 助監督：中川好久

## キャスト
- 小田切ミドリ：森昌子
- 高木アカネ：桜田淳子
- 津田アオイ：山口百恵
- 矢沢一平：フランキー堺
- 矢沢恵子：南田洋子
- 柳田：夏夕介
- 山田看護婦：藤田弓子
- 谷村啓太：クロベー（黒部幸英）
- 春山鉄治：長岡義隆
- 岩井五郎：川口厚
- 富田：中村一司
- 安西：浅見小四郎
- 有村：中島久之
- 横山弘：安藤一人
- 警察官：鈴木ヒロミツ

## 主題歌
「初恋時代」
- 作詞：阿久悠／作曲：都倉俊一／編曲：高田弘／歌：花の高2トリオ（森昌子、桜田淳子、山口百恵）
- 歌詞は3番まで有り、各番とも前半はソロ、後半は合唱となっている。そしてソロパートは、1番は森、2番は桜田、3番は山口となっている。
- それぞれ所属する事務所・レコード会社が異なるため、同楽曲はソロバージョンでレコーディングされている。森バージョンはアルバム『あの人の船行っちゃった』[4]、桜田バージョンは『桜田淳子ベストコレクション'76』[5]、山口バージョンは『Best of Best 山口百恵のすべて』に収録された。現在は桜田淳子と山口百恵のバージョンのみがCD化されており、桜田バージョンが『16才の感情+9』に、山口バージョンが『GOLDEN J-POP/THE BEST 山口百惠』、『MOMOE PREMIUM update』、『Complete MOMOE PREMIUM』、『コンプリート百恵伝説』、『GOLDEN☆BEST 山口百恵 アルバム・セレクション』に収録されている。

## 製作
当然、森昌子・桜田淳子・山口百恵の通称「花の中三トリオ」（当時は「花の高2トリオ」）のスケジュール調整が大変で、名前の序列で揉めないか心配された。森は歌だけは3人の中で一番上手いと専門家筋では評判だったが、女優としては他の2人に一歩リードされていただけに、どんな演技をするのか注目された。
共演者には、フランキー堺や南田洋子といったベテランや、当時ホリプロ映画に出演していた夏夕介、そして当時『スタ誕』のレギュラーだった黒部幸英が「クロベー」名義で出演している。また子役として、後にテレビ特撮『小さなスーパーマン ガンバロン』（日本テレビ系列）に主演する安藤一人が出演する。

## 興行成績
5億9600万円の配給収入を記録、1975年（昭和50年）の邦画配給収入ランキングの第4位となった。

## 映像ソフト
2011年8月31日に公開から36年たって初めてDVDで商品化された。

## 同時上映
『青い山脈』
- 原作：石坂洋次郎 / 脚本：井手俊郎、剣持亘 / 監督：河崎義祐 / 主演：片平なぎさ / 主題歌：石川さゆり、潮哲也
- 主演の片平は『スタ誕』出身であり、『スタ誕』出身者主演作品がカップリングする形となっている。
- 片平の相手役は三浦友和だが、山口主演作と三浦主演作がカップリングされるのは本作のほか、1976年4月24日公開の『エデンの海』（山口主演）と『あいつと私』（三浦主演）が有る。

## 参考資料
- Goo映画